# Cortinarius nothosaniosus
Cortinarius nothosaniosus är en svampart som beskrevs av M.M. Moser 1966. Cortinarius nothosaniosus ingår i släktet Cortinarius och familjen spindlingar.   Inga underarter finns listade i Catalogue of Life.